# هونان گابریلیان
هونان هامبارتسومی گابریلیان (ارمنی: Հովնան Համբարձումի Գաբրիելյան؛ Hovnan Gabrielian زاده ۲۳ اوت ۱۸۷۶ - درگذشته ۲۶ اوت ۱۹۴۶) پزشکی کودکان، دانشمند، استاد اهل ارمنستان بود.

## زندگی‌نامه
وی در ۲۳ اوت ۱۸۷۶ در شوشی به دنیا آمد و از کالج لازاریان (انستیتو زبان‌های شرقی لازاریان مسکو و در سال ۱۹۳۰ از آکادمی پزشکی مسکو فارغ‌التحصیل شد. وی بنیانگذار بخش‌های کودکان در انستینوهای پزشکی ایروان و باکو بود و همچنین تحقیقات ارزشمندی در زمینه پیشگیری از بیماری‌های کودکان تألیف نموده است. وی همچنین برندهٔ جوایزی همچون نشان پرچم سرخ کار شد. وی در ۲۶ اوت ۱۹۴۶ در سن ۷۰ سالگی در ایروان درگذشت.

## یادداشت
1. ↑  Լազարյան ճեմարան/Լազարևի արևելյան լեզուների ինստիտուտ
2. ↑  pediatrics departments at Yerevan and Baku medical institutes

## نگارخانه

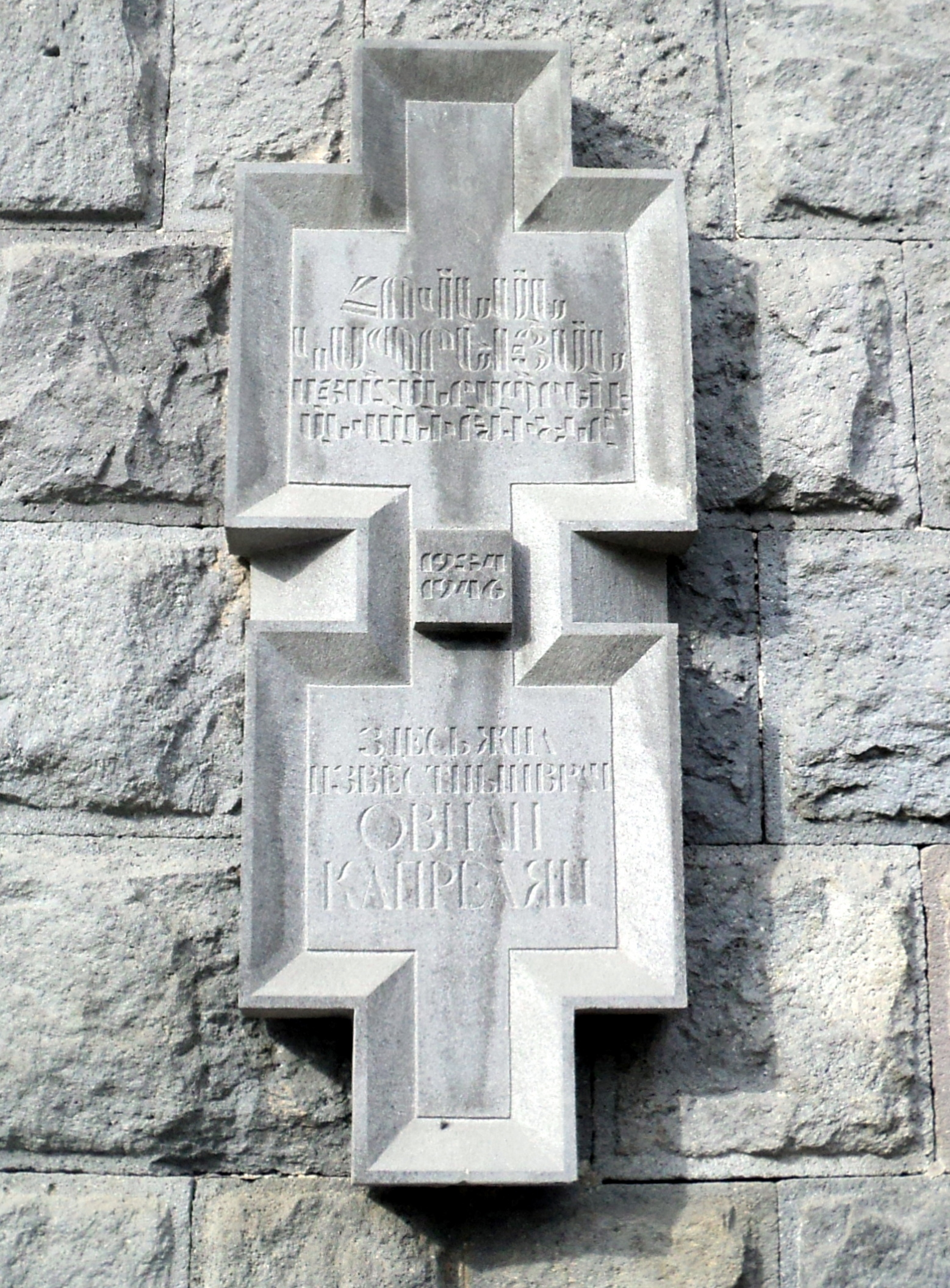
پلاک یادبود